# Barbara Dziekan
Barbara Maria Dziekan-Vajda (ur. 21 marca 1951 w Chełmnie) – polska aktorka teatralna i filmowa, wokalistka, pedagog; profesor zwyczajny PWSFTViT w Łodzi.

## Życiorys
W 1974 roku ukończyła studia na Wydziale Aktorskim Państwowej Wyższej Szkoły Filmowej, Telewizyjnej i Teatralnej im. Leona Schillera w Łodzi, z macierzystym wydziałem jest związana do dziś jako profesor zwyczajny. Tytuł profesora sztuk teatralnych został jej nadany 19 grudnia 2014. Zadebiutowała 6 lutego 1974 rolami Mirskiej i Jadwigi Ochotnickiej w Klubie kawalerów Michała Bałuckiego w reżyserii Jana Kwapisza.
Była aktorką Teatru Nowego w Łodzi (1974−1982), Teatru Narodowego w Warszawie (1982−1984), Teatru Ateneum im. Stefana Jaracza w Warszawie (1984−1986), Teatru Komedia w Warszawie (1986−1987), zespołu Janusza Wiśniewskiego (1988−1991) oraz równolegle Teatru Studio im. Stanisława Ignacego Witkiewicza w Warszawie (1988−1990).
Ponadto była związana gościnnie z Teatrem Powszechnym w Warszawie (1984), Teatrem Muzycznym w Gdyni (1985), Teatrem Nowym w Warszawie (1988), Teatrem Polskim w Szczecinie (1995−1996, 1998), Teatrem na Woli im. Tadeusza Łomnickiego w Warszawie (1995, 2002), Teatrem Atelier im. Agnieszki Osieckiej w Sopocie (1997), Teatrem Rozmaitości w Warszawie (1997), Wrocławskim Teatrem Pantomimy (2002) oraz Teatrem Żydowskim im. Estery Rachel i Idy Kamińskich w Warszawie (2012). Występowała także na deskach fińskiego Pyynikki Summer Theatre w Tampere (1986).
Występowała w spektaklach Kazimierza Dejmka, Zygmunta Hübnera, Bohdana Korzeniewskiego, Wandy Laskowskiej, Adama Hanuszkiewicza, Krystyny Skuszanki, Jerzego Krasowskiego i Jerzego Satanowskiego. A także w spektaklach Teatru Telewizji w reżyserii Agnieszki Holland, Roberta Glińskiego, Laco Adamika i Andrzeja Kondratiuka.
Agnieszka Osiecka napisała dla niej 24 piosenki, z których powstał recital „Ulica japońskiej wiśni”.
Jest córką pisarki Bogumiły Dziekan (1933−2014).

## Nagrody i wyróżnienia
- 1975: Srebrna Łódka Łodzi[6];
- 1980: Nagroda Wydziału Kultury i Sztuki Urzędu Wojewódzkiego miasta Łodzi z okazji Międzynarodowego Dnia Teatru[3];
- 1981 Wyróżnienie za rolę Justyny w „Vatzlavie” S. Mrożka na XXII Festiwalu Polskich Sztuk Współczesnych we Wrocławiu;
- 1990 Fringe First w Edynburgu[6];
- 1991 Grand Prix na Globe Festival w Toronto[6];
- 1992 Wyróżnienie za monodram „House Music” na XXVI Ogólnopolskim Festiwalu Teatrów Jednego Aktora w Toruniu;
- 1992 Nagroda Jury i Sekcji Krytyków za monodram „House Music” na IV Festiwalu Teatrów Eksperymentalnych w Kairze;
- 2023 Honorowy Medal 600-lecia Miasta Łodzi „za działania na rzecz rozwoju Łodzi przyznawane z okazji 600-lecia Miasta” (2023)[7]

## Filmografia
- 2018: Zabawa, zabawa – prokurator krajowa
- 2016: Singielka – Stefania Marzec, matka Andrzeja
- 2016: Kryształowa dziewczyna – kierowniczka akademika
- 2015: Moje córki krowy – recepcjonistka w szpitalu
- 2013: Podejrzani zakochani – sekretarka Gawrońskiego
- 2012: Barwy szczęścia – dyrektorka liceum (odc. 732)
- 2012: Prawo Agaty – kuratorka (odc. 17)
- 2011: Komisarz Alex – Elżbieta Wolska, matka Tomasza (odc. 5)
- 2010: Klub szalonych dziewic – Grażyna Słomka, matka Karoliny
- 2009: Hel – pielęgniarka
- 2007: Parę osób, mały czas – Berbera
- 2007: Kryminalni – Maria Bielska (odc. 75)
- 2006: Fałszerze – powrót Sfory – uczestniczka spotkania AA
- 2004: Długi weekend – kandydatka nr 1
- 2003: Kasia i Tomek – kobieta w kinie (odc. 17)
- 2001: Na dobre i na złe – Halina, sąsiadka i przyjaciółka Mireckiej (odc. 67)
- 2000: To ja, złodziej – matka Jaja
- 2000: Noc świętego Mikołaja – pani Elżbieta
- 2000–2001: Adam i Ewa – Marianna Wahutas, dawna opiekunka Adama, żona Antoniego
- 1993: Policjanci – matka Filipa
- 1993: Trzy kolory: Biały – pani Ewa, kasjerka w kantorze
- 1993: Kolejność uczuć – matka Julii
- 1988: Dekalog V – bileterka
- 1987: Krótki film o zabijaniu – bileterka
- 1986: Zmiennicy – Bożena Mroczkowska
- 1986: Słońce w gałęziach
- 1984: Kobieta w kapeluszu – Jadwiga
- 1981: On, ona, oni – Zosia
- 1979: Epizod
- 1978: Zapowiedź ciszy – synowa